# Prunus accumulans
Prunus accumulans — вид квіткових рослин з родини трояндових (Rosaceae). Ареал охоплює такі країни: Французька Гвіана, Гаяна, Суринам, Венесуела; це дерево вологих тропічних біомів.

## Середовище
Дерево росте в лісах на висотах від 20 до 1220 метрів.